# バッドボーイズ フォー・ライフ
『バッドボーイズ フォー・ライフ』（原題：Bad Boys for Life）は、2020年に公開のアメリカ合衆国のアクション映画。『バッドボーイズ2バッド』（2003年）の続編。監督は前2作のマイケル・ベイから、ベルギー出身のアディル・エル・アルビ&ビラル・ファラーに交代している。

## ストーリー
ジョニー・タピアがマイアミ市警の刑事マイク・ラーリーとマーカス・バーネットに倒されてから17年後、カルテル王ベニートの未亡人イサベル・アレタスが、息子アルマンドの助けを借りてメキシコの刑務所から脱獄する。イサベルはアルマンドをマイアミに送り込み、父ベニートが隠し持っていた大金を取り戻すことと、父の逮捕と獄中死の原因となった人物を暗殺することを命じる。イサベルはまた、アルマンドに最後にマイクを殺すよう要求する。
マイアミで、マイクはマーカスの初めての孫の誕生に立ち会う。家族と過ごす時間を増やしたいマーカスは、マイクに引退の意向を伝えるが、マイクは悔しがる。どちらが足が速いかを対決している最中、マイクはアルマンドに撃たれ、数カ月間昏睡状態に陥る。マイクを最初に狙ったことをイサベルに怒られたアルマンドは、マイクの療養中もリストに載っていた他の人物を暗殺し続ける。
マイクの回復後、彼は再び闘志を燃やし、今は引退しているマーカスを元に戻そうとしたが結局失敗に終わり、2人の仲はギクシャクする。マイクは情報提供者から武器商人ブッカー・グラッシーの正体を聞き出す。マイクが捜査から遠ざかれという命令に従わないことを知ったコンラッド・ハワード警部は、マイクの元恋人リタ・セカダ警部補が率いるハイテク担当チーム「マイアミ・ハイテク捜査班（AMMO）」との協力を不本意ながらも一緒に働くことに決める。
武器取引現場でグラッシーを監視していたチームは、買い手がグラッシーを殺すつもりだと判断してマイクが介入するが、グラッシーを救うことはできなかった。その後、マーカスはカーヴァー・レミーに呼び出される。カーヴァーは昔からの情報提供者で、暗殺者が自分を狙っていると考えていた。マーカスとマイクはカーヴァーのもとへ向かうが、到着したときにすでにカーヴァーは殺されていた。アルマンドはマイクとの殴り合いの末に逃亡する。
その後、ハワード警部は引退の意向を明らかにし、マイクに人生の進むべき道を見つける必要があると助言を与える。彼はその直後、アルマンドによって突然暗殺される。警部の死によって引退を撤回したマーカスは、AMMOと一緒に働くようマイクを説得する。
グラッシーの会計士を探し出し、ロレンツォ・”ズウェイロー” ロドリゲスにたどり着く。ズウェイローの誕生パーティーに潜入したことから、壮絶なカーチェイスが繰り広げられる。アルマンドはヘリコプターでズウェイローを救出に向かうが、マイクを撃とうとするアルマンドの行く手を阻み、彼を殺してしまう。アルマンドはマイクに 「アスタ・エル・フエゴ」 と言う。マーカスの援護射撃によりマイクは海に転落する。
作戦失敗のため、AMMOは閉鎖される。プライベートでマイクは、アルマンドが自分の息子かもしれないとマーカスに明かす。マーカスと相棒となる前、マイクはアレタスの組織で潜入捜査をしており、そこでイサベルに出会った。ふたりは恋に落ち、「アスタ・エル・フエゴ」という合い言葉を作り、一緒に逃げるつもりだった。マイクは結局警官としての立場を貫き、イサベルがどんなに危険な存在になるかを悟った。マイクの反対にもかかわらず、マーカスとAMMOは彼女と戦うためにメキシコシティで彼と合流する。
廃墟と化したホテルでマイクはイサベルに再会し、真実を隠していた彼女を叱る。すぐにAMMOとイサベルの部下たちとの間で銃撃戦が起こる。マーカスはイサベル の脱出用ヘリのパイロットを撃ち、ヘリは墜落、炎上する。マーカスはイサベルと向き合い、マイクはアルマンドに真実を告げる。アルマンドは我を忘れてマイクを殴りつけるが、マイクは報復しようとしない。彼は母親に真実を要求し、イサベルはマイクが実の父親であることを認める。
一生懸命に生きてきたことが虚しいと悟ったアルマンドは、母親を説得しようとするが、イサベルはうっかりマイクを狙ってアルマンドを撃ってしまう。激怒した彼女は再びマイクを撃とうとするが、リタはイザベルを撃ち、炎に落ちて死んでしまう。
それから少し経って、リタは警部に昇進し、マイクとマーカスはAMMOの責任者となる。マイクは刑務所で反省中のアルマンドを訪ね、裁判で罪を償う機会を与えると提案し、アルマンドはそれを受け入れる。

## 登場人物・キャスト
マイク・ラーリー
演 - ウィル・スミス、日本語吹替 - 菅原正志
主人公の一人。マーカスを相棒としているマイアミ市警の「防弾刑事」と呼ばれる有名な警官。戦術麻薬捜査部隊「TNT」の隊員。
マーカス・バーネット
演 - マーティン・ローレンス、日本語吹替 - 山寺宏一
ケリー
演 - ヴァネッサ・ハジェンズ、日本語吹替 - 大地葉
マイアミ・ハイテク捜査班（AMMO）のメンバー。
ドーン
演 - アレクサンダー・ルドウィグ、日本語吹替 - 木村昴
AMMOのメンバー。
レイフ
演 - チャールズ・メルトン、日本語吹替 - 中野泰佑
AMMOのメンバー。
リタ・セカダ
演 - パオラ・ヌニェス、日本語吹替 - 今泉葉子
AMMOのリーダーでマイクの元恋人。
イサベル・アレタス
演 - ケイト・デル・カスティーリョ、日本語吹替 - 塙英子
メキシコの刑務所に服役中の囚人。かつてマイクに逮捕されたことを深く恨んでおり、復讐のために息子のアルマンドを使って脱獄する。
アルマンド・アレタス
演 - ジェイコブ・スキピオ、日本語吹替 - 谷山紀章
イサベルの息子。母親を脱獄させてマイクへの復讐を手伝う為にマイアミに乗り込み出産祝いの最中だったマイクを襲撃。さらには次々と母親の逮捕に関わった関係者を殺害してマイクを苦しめた。
実はマイクの実の息子である。かつて潜入捜査中だったマイクはイザベラの運転手だったが次第に恋に堕ち2人で逃げようとまで考えていた。しかし、当時から黒魔術にはまっていた彼女の執拗さを恐れたマイクは最終的にバッジを選びイザベラを投獄した。だが、マイクに妊娠を知らせていなかった為にマイクは今の今まで知らずにいた。
最終的にはマイクとマーカスにより逮捕された。
ズウェイロー
演 - ニッキー・ジャム、日本語吹替 - 宮下弘充
コンラッド・ハワード警部
演 - ジョー・パントリアーノ、日本語吹替 - 江原正士
マイアミ市警の警部でマイクとマーカスの上司。後半でアルマンド・アレタスに暗殺され殉職する。
テレサ・バーネット
演 - テレサ・ランドル、日本語吹替 - 土井美加
マーカスの妻。今作では孫が産まれておばあちゃんとなる。マーカスが引退して胸を撫で下ろしているようだが、毎日自宅にいることで少々カリカリしている。
レジー
演 - デニス・グリーン
前作でマーカスの娘のメーガンをデートに誘いに来た青年。現在は米軍に入隊している。今作ではメーガンとの間に子供を授かり出産した半年後に結婚した。
メーガン・バーネット
演 - ビアンカ・ベスーン、日本語吹替 - 小林愛
マーカスの娘。前作でマイクとマーカスにデートを妨害されたレジーと順調に交際を続けて妊娠し出産。その半年後に結婚式を挙げてマイクに祝辞をもらった。
テリー・タグリン
演 - マッシ・フルラン、日本語吹替 - 細川祥央
結婚式の進行役
演 - マイケル・ベイ

## 製作
2008年6月3日、ウィル・スミスが『バッドボーイズ2バッド』の続編製作をマイケル・ベイに懇願しているとの報道があった。2014年6月18日、デヴィッド・グッゲンハイムが第3作の脚本を執筆しており、ジェリー・ブラッカイマーがベイの監督続投を望んでいると報じられた。8月14日、マーティン・ローレンスが続編製作の進捗状況について言及した。2015年6月9日、ジョー・カーナハンに第3作の監督オファーが出ていると報じられた。2016年8月11日、本作のタイトルが『Bad Boys for Life』に決定したと発表された。
製作チームは2017年初頭に第3作の製作を始める予定だったが、全米公開日の相次ぐ延期のために（後述）、なかなか製作開始に漕ぎつけることができなかった。2016年10月7日、ローレンスが「第3作の撮影は来年3月に始まる」という趣旨のことを述べたが、実際に撮影が始まったのは2019年のことであった（後述）。2017年3月、カーナハンがスケジュールの都合で監督を降板することになった。8月23日、ローレンスは「第3作が製作されることはないかもしれない」と発言した。
2018年1月、第3作の企画が再始動し、アディル・エル・アルビとビラル・ファラーが監督に起用された。10月、ソニー・ピクチャーズが第3作の製作にゴーサインを出した。

### キャスティング
2018年12月5日、ジョー・パントリアーノの続投が決まったとの報道があった。2019年2月、ケイト・デル・カスティーリョがキャスト入りした。3月、テレサ・ランドルの続投が発表された。

### 撮影・音楽
本作の主要撮影は2019年1月にジョージア州アトランタで始まり、同年6月7日にフロリダ州マイアミで終了した。
2019年7月23日、ローン・バルフが本作で使用される楽曲を手掛けるとの報道があった。10月11日、サウンドトラックの発売に先駆けて、ブラック・アイド・ピーズとホセ・アルヴァロ・オソリオ・バルヴィンが歌う『Ritmo (Bad Boys for Life)』がシングルとして発売された。2020年1月17日、本作のサウンドトラックが発売された。

## 公開
当初、本作は2017年2月17日に全米公開される予定だったが、後に公開日は同年6月2日→2018年1月12日→同年11月9日と延期されることになった。
2017年8月11日、ソニー・ピクチャーズは本作を公開スケジュールから引き上げた。2018年5月9日、ソニー・ピクチャーズは本作を2020年1月17日に全米公開すると発表した。2020年1月14日、本作はグローマンズ・チャイニーズ・シアターでプレミア上映された。

### マーケティング
2019年9月4日、本作のオフィシャル・トレイラー第1弾が公開された。11月5日、本作のオフィシャル・トレイラー第2弾が公開された。

## 評価
本作は批評家から好意的に評価されている。映画批評集積サイトのRotten Tomatoesには227件のレビューがあり、批評家支持率は77%、平均点は10点満点で6.17点となっている。サイト側による批評家の見解の要約は「アクション満載かつ主演2人のカリスマ性とケミストリーをたっぷり楽しめる作品である。シリーズの持ち味を存分に活かすことで、『バッドボーイズ フォー・ライフ』は長いブランクがあったシリーズを復活させることに成功した。」となっている。また、Metacriticには45件のレビューがあり、加重平均値は59/100となっている。なお、本作のCinemaScoreはAとなっている。

### 興行収入
本作は『ドクター・ドリトル』と同じ週に封切られ、公開初週末に4800万ドル前後を稼ぎ出すと予想されていたが、実際の数字はそれを大幅に上回るものとなった。2020年1月17日、本作は全米3775館で公開され、公開初週末に6250万ドルを稼ぎ出し、週末興行収入ランキング初登場1位となった。

## 続編
2020年1月17日、本作が予想以上のヒット作になったことから、ソニー・ピクチャーズが本作の続編の企画を始動させたと報じられた。